# 孫詒譲

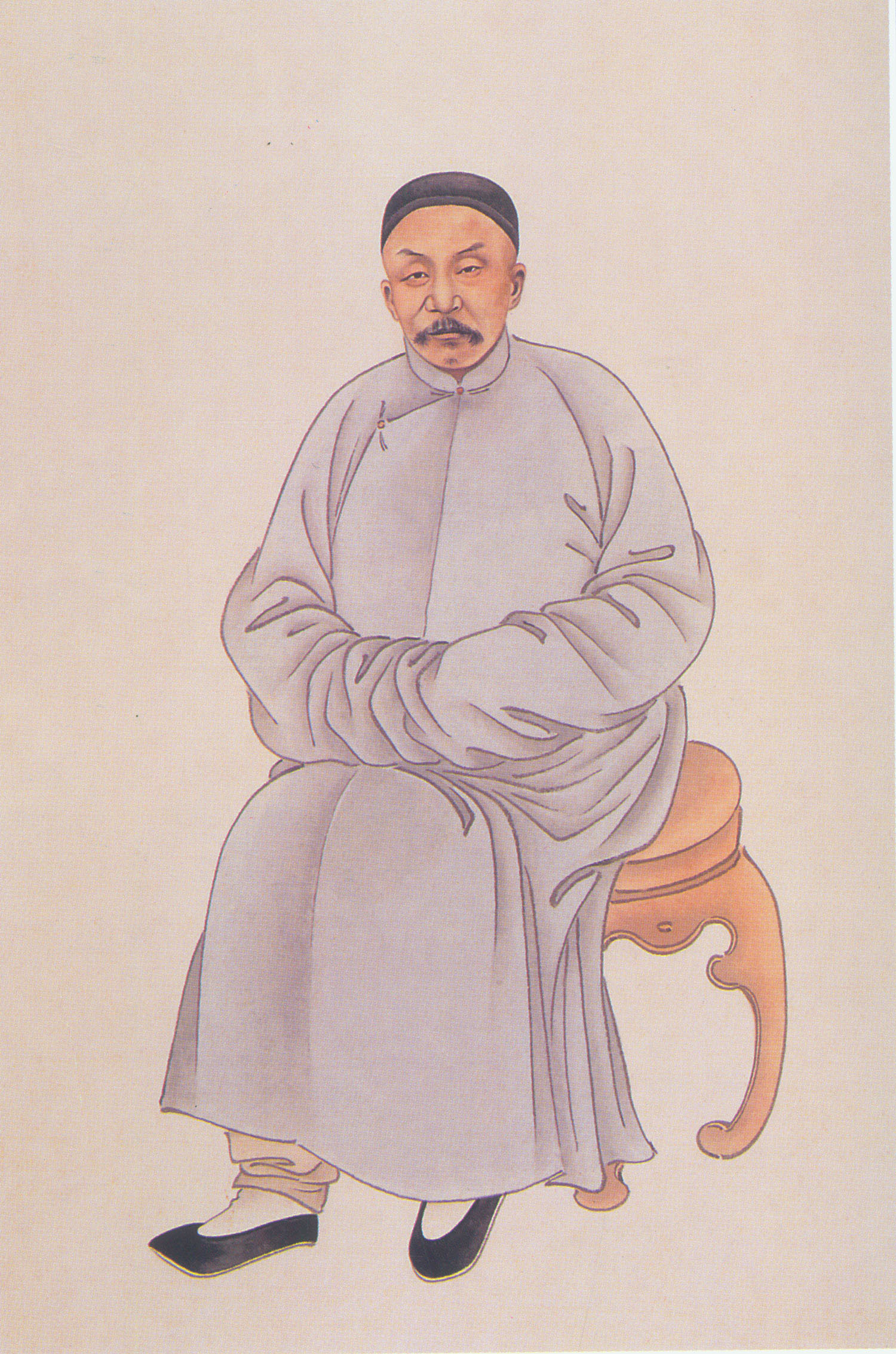
孫詒讓の肖像画（『清代学者象伝』）

孫 詒譲（そん いじょう、Sūn Yíràng、1848年 - 1908年）は、清末の学者・教育家。字は仲容、号は籀廎。

## 経歴
浙江省温州府瑞安県出身。儒学者の家に生まれ、幼時より学問を好み、13歳で『広韻姓氏刊誤』を、18歳で『白虎通校補』を著した。兪樾・黄以周とともに清末三大先生と呼ばれており、章炳麟も高く評価している。1873年より国家の危機の際には墨家の思想が役に立つと確信し、『墨子』に校注を加え『墨子閒詁』を著した。また亀甲獣骨文字を研究し、成果を『契文挙例』としてまとめている。
さらに教育の必要性を唱え、『温処学務分処暫定学堂管理法』では「国民の智愚賢否は国家の強弱盛衰と関連している。初等小学校を各地に設置し、村から不学の家をなくし、家から不学の童をなくすべきである」と主張している。

## 著作
- 『墨子閒詁』
- 『周礼正義』
- 『古籀拾遺』
- 『古籀余論』
- 『契文挙例』
- 『名原』
- 『尚書駢枝』
- 『札迻』
- 『籀廎述林』